# Steinbach (circonscription électorale)
Pour les articles homonymes, voir Steinbach.
Circonscription électorale provinciale du Canada
Steinbach est une circonscription électorale provinciale du Manitoba (Canada).
La circonscription est située dans le sud-est du Manitoba et bordée par la circonscription de La Vérendrye à l'ouest, au sud et au sud-est, et par celle de Chemin-Dawson au nord et au nord-est.

## Liste des députés
| Steinbach | Steinbach       | Steinbach                 | Steinbach      | Steinbach   | Steinbach |
| Nom       | Nom             | Parti                     | Mandat         | Législature |           |
| --------- | --------------- | ------------------------- | -------------- | ----------- | --------- |
|           | Albert Driedger | Progressiste-conservateur | 1990 - 1995    | 35e         |           |
|           | Albert Driedger | Progressiste-conservateur | 1995 - 1999    | 36e         |           |
|           | Jim Penner      | Progressiste-conservateur | 1999 - 2003    | 37e         |           |
|           | Kelvin Goertzen | Progressiste-conservateur | 2003 - 2007    | 38e         |           |
|           | Kelvin Goertzen | Progressiste-conservateur | 2007 - 2011    | 39e         |           |
|           | Kelvin Goertzen | Progressiste-conservateur | 2011 - 2016    | 40e         |           |
|           | Kelvin Goertzen | Progressiste-conservateur | 2016 - 2019    | 41e         |           |
|           | Kelvin Goertzen | Progressiste-conservateur | 2019 - 2023    | 42e         |           |
|           | Kelvin Goertzen | Progressiste-conservateur | 2023 - présent | 43e         |           |